# Eliseo Paolini
Eliseo Giorgio Paolini (6 marzo 1947) è un ex tiratore a segno sammarinese.

## Biografia
Nato nel 1947, a 33 anni ha partecipato ai Giochi olimpici di Mosca 1980, nella gara di pistola 50 metri, chiudendo 31º con 507 punti.
Quattro anni dopo ha preso di nuovo parte alle Olimpiadi, quelle di Los Angeles 1984, stavolta nella pistola 25 metri, terminando 29º con il punteggio di 579.